# Sakari Mattila
Sakari Mikael Mattila (ur. 14 lipca 1989 w Tampere) – fiński piłkarz, grający na pozycji pomocnika.

## Kariera klubowa
Mattila zaczął uprawiać piłkę nożną w wieku 5 lat w Malminkartanon Peto. Jego kolejnymi klubami były FC PohU i HJK Kannelmäki.
W kwietniu 2008 podpisał półtoraroczny kontrakt z HJK Helsinki. W listopadzie podpisał czteroipółletni kontrakt z Udinese Calcio, który zaczął obowiązywać w styczniu 2009. W lipcu 2009 został wypożyczony do Ascoli Calcio. W sierpniu 2010 ponownie został wypożyczony, tym razem do AC Bellinzona. W lipcu 2011, po zakończeniu okresu wypożyczenia, pozostał w szwajcarskim klubie. W sierpniu 2011 podpisał z tym zespołem dwuipółletni kontrakt. W lipcu 2012 został wypożyczony do HJK Helsinki. W maju 2013 klub ze stolicy Finlandii wykupił Mattilę i podpisał z nim dwuletni kontrakt. W listopadzie 2013 podpisał trzyletni kontrakt z Aalesunds FK. W sierpniu 2015 podpisał dwuletni kontrakt z Fulham F.C. z możliwością przedłużenia o rok. W sierpniu 2016 podpisał dwuletni kontrakt z SønderjyskE Fodbold.

## Kariera reprezentacyjna
W reprezentacji Finlandii zadebiutował 5 marca 2014 w wygranym 2:1 meczu wyjazdowym z Węgrami, w którym wszedł na boisko w doliczonym czasie gry.

## Styl gry
Mattila dobrze rozprowadza piłkę oraz wykonuje rzuty wolne z odległości ok. 30 m.

## Osiągnięcia
- Mistrzostwo Finlandii (2): 2012, 2013